# Lech Garlicki
Lech Garlicki oder Leszek Garlicki (* 23. August 1946 in Warschau) ist ein polnischer Jurist und war vom 26. Juni 2002 bis zum 30. September 2012 Richter am Europäischen Gerichtshof für Menschenrechte.

## Leben
1968 schloss er sein Studium an der Universität Warschau ab und wurde Assistent an der Fakultät für Recht und Verwaltung. 1973 promovierte er ebenda und wurde 1980 zum außerordentlichen Professor ernannt. Ebenfalls ab 1980 - bis 1993 - war er als freiberuflicher Jurist tätig. 1987 wurde er zum ordentlichen Professor für Rechtswissenschaften ernannt. Im selben Jahr wurde er Mitglied des Rates für Rechtsfragen des polnischen Ministerpräsidenten. 1992 bis 1994 war er Direktor des Instituts für Amerikastudien der Universität Warschau. Am 26. Juni 2002 wurde er als Nachfolger von Jerzy Makarczyk, welcher vorzeitig von seinem Amt zurücktrat, zum Richter am Europäischen Gerichtshof für Menschenrechte gewählt. 2012 endete seine Amtszeit. Sein Nachfolger wurde Krzysztof Wojtyczek.
Garlicki ist ein Gründungsmitglied des European Law Institute, einer Non-Profit-Organisation, die sich der juristischen Forschung sowie der Verbesserung des europäischen Rechts widmet mit dem Ziel, die europäische Integration auf dem Gebiet des Europarechts konstruktiv zu begleiten.

## Werke
- Ewolucja polskiego prawa państwowego w latach 1980-1982, Warschau 1983,
- Ewolucja polskiego prawa państwowego w latach 1980-1985 : naczelne organy państwowe, Warschau 1986
- Instytucje polityczno-prawne Stanów Zjednoczonych Ameryki , Breslau 1977
- Parlament a rząd w Republice Federalnej Niemiec, Breslau/Warschau 1978
- Sąd Najwyższy Stanów Zjednoczonych Ameryki : konstytucja - polityka - prawa obywatelskie, Breslau/Warschau 1982, ISBN 83-04-01066-6
- Sądownictwo konstytucyjne w Europie Zachodniej, Warschau 1987, ISBN 83-01-07766-2
- Rundfunk im Wandel von der Diktatur zur freiheitlichen Demokratie - neue Bundesländer, Ungarn, Polen, Tschechische und Slowakische Republik : Vortragsveranstaltung vom 7. und 8. Mai 1993, weitere Autoren, München 1994, ISBN 3-406-38117-0
- Polskie prawo konstytucyjne : wykłady, Warschau 1996, ISBN 83-906111-2-0
- Źródła prawa w Rzeczypospolitej Polskiej, Warschau 1997, ISBN 83-7059-263-5
- La Jurisprudence du Tribunal constitutionel polonais (1991-1995), Warschau 1997, ISBN 83-904539-7-5
- Polskie prawo konstytucyjne : zarys wykładu, Warschau 1998, ISBN 83-7206-013-4